# Волкодав (персонаж)
Волкода́в — вымышленный персонаж, главный герой серии романов Марии Семёновой «Волкодав», а также киноадаптаций и компьютерных игр по мотивам. Странствующий венн из рода Серого Пса.

## Книжная биография

### Детство и юность
Волкодав родился в веннской семье кузнеца из рода Серого Пса, до двенадцати лет он не носил имени, лишь прозвище — Межамиров Щенок. В день двенадцатилетия мальчика на их деревню напало поселившееся по соседству племя сегванов, которые уничтожили весь род, оставив в живых только самого Щенка. Щенок и его товарищ по несчастью Волчонок, парнишка из другого веннского рода, были проданы в рабство — на рудники в Самоцветных горах.
На каторге Щенок со временем получает новое прозвище — Пёс, после того как, заступившись за товарища, убивает другого раба Сфенгара, за что Пса клеймят и отправляют на более усиленную каторгу. В нижних уровнях его, избитого, излечивает и обучает многим полезным вещам чернокожий раб, мономатанец из племени сехаба по имени Мхабр. Спустя некоторое время друг Щенка Волчонок становится надсмотрщиком, именуемым Волком. В традиционной для Самоцветных гор битве между рабом и надсмотрщиком, в которой убившему надсмотрщика рабу обещана свобода, сходятся Пёс и Волк. В поединке смертельно раненному Псу с большим трудом удаётся убить Волка. Так он получает свободу и новое прозвище — Волкодав.

### Освобождение
Выжив и оказавшись на свободе, несмотря на ранения, Волкодав жаждет мести за погубленных сегванами родичей. Перед этим он обучается боевому искусству кан-киро у Матери Кендарат — странствующей жрицы богини Кан, а также посещает родственников тех людей, с которыми был знаком на рудниках. После этого он собирается убить предводителя сегванов кунса Винитария по прозвищу Людоед и умереть. К началу первого романа цикла, Волкодав приходит в замок предводителя сегванов. Убив его, Волкодав берёт на себя ответственность за узников Людоеда — Тилорна и Ниилит. Так он отказывается от желания умереть. Вместе со спутниками он направляется в Галирад. Там его скоро примечает кнесинка (княжна) Елень, когда он спасает от смерти Эвриха, который впоследствии становится его другом. Елень нанимает Волкодава в качестве телохранителя. Вместе они направляются к жениху Елени, Винитару, который, как оказывается, является сыном Винитария-Людоеда.
После событий книги «Волкодав» Эврих и Волкодав отправляются на остров, где потерпел крушение космический корабль Тилорна. После кораблекрушения и событий в горах друзья попадают в Тин-Вилену, дабы узнать, кто обучает всех желающих священному боевому искусству кан-киро. Этим наставником оказывается Мать Кендарат, ранее обучившая этому искусству Волкодава, а теперь являющаяся невольницей, которой, если бы она отказалась обучать, обещали убивать каждый день по человеку. Волкодав решает освободить её и, сойдясь с ней в поединке, побеждает её, доказывая, что он должен быть наставником.
Спустя три года Волкодава побеждает его соплеменник Волк, младший брат убитого Волкодавом венна. Узнав ближе учителя и решив отказаться от мести, Волк познаёт для себя, что «клетки нужно ломать», и в свою очередь побеждает Волкодава в поединке. Так Волкодав получает свободу. Он отправляется по пути Эвриха в надежде узнать, удалось ли тому попасть к кораблю Тилорна, однако тем временем жрец Хономер отравляет его, чтобы доставить к Винитару, ищущему Божьего суда с Волкодавом как месть за убитого отца. Беспомощного Волкодава доставляют на Остров Закатных Вершин — родину Винитара — откуда волей случая герои попадают в Саккарем, так и не совершив поединка.
Скитания приводят героя к Самоцветным горам, в которых его держали рабом. Волкодав решает разрушить рудники. Предварительно он спасает рабов, но, уничтожив рудник, сам при этом погибает. После этого он оказывается на зелёном лугу в загробном мире, его встречает живой Предок — тотем рода Серых Псов — и накидывает на него шкуру, после чего возвращает его в мир живых.
Став оборотнем, Волкодав спасает двух веннов, среди которых его невеста, от преследующих тех Псиглавцев, после чего скидывает шкуру и вновь становится человеком.

## Экранизации
- Волкодав из рода Серых Псов, 2006 год выпуска.
- Молодой Волкодав — телевизионный сериал 2007 года выпуска.

## Компьютерные игры
- Волкодав: Последний из рода Серых Псов
- Волкодав: Путь воина
- Волкодав: Месть Серого Пса

## Критика

### Прообраз
Прообразом Волкодава принято считать Конана. В пользу этого говорят ряд признаков.
К примеру, Мария Семёнова известна как одна из переводчиц саг о Конане. У обоих персонажей отцы являлись кузнецами, а завязка романа совпадает с завязкой фильма 1982 года «Конан-варвар». В нескольких интервью журналисты спрашивали Марию Семёнову о причастности Конана к созданию образа Волкодава. В интервью журналу «Огонёк» писательница так прокомментировала схожесть Конана и Волкодава:

(Корреспондент журнала «Огонёк») На обложке вашей книги написано — «русский Конан». Что это значит?
(Мария Семёнова) Конан-Варвар — классический персонаж западного фэнтэзи. Изобрёл его американский писатель Роберт Говард, живший в первой половине нашего века. Он построил вариант архаической эпохи нашей планеты до всех потопов и катастроф, с иными цивилизациями на месте нынешних. Самый мощный персонаж, которого он родил, был Конан-Варвар. Продолжатели Говарда писали эти книги тоннами. Из них примерно килограмм перевела я сама, и у меня с ним поэтому свои счёты. Иногда этот Конан с настолько американскими мозгами, что буквально вываливается из всего на свете. А почему на обложке написали? Не знали, как книга пойдёт, вот и нашли «завлекуху» .
— «Огонёк» Июнь-96
В журнале «Мир Фантастики» несколько статей затрагивают тему схожести Конана и Волкодава:

…Русский Конан? Пожалуй, те, кто считает так, правы только в одном: если Конан — американский, то Волкодав — столь же национальный русский герой фэнтези. Герой безвинно пострадавший, бывший каторжник, мститель, который пытается «жить по Правде», несмотря на все свои душевные терзания. Уже в начальной книге цикла мы видим, каких сил стоит Волкодаву просто жить дальше, оставаясь в мире с самим собой. Но и в дальнейшем он постоянно задается вопросом собственного предназначения. Праведник, каких мало, Волкодав никогда не уверен в своей чистоте, не поддается соблазну даже предположить это. Он — достоверно выписанная, противоречивая личность, которая уместнее смотрелась бы на страницах книг Чехова или Достоевского, чем в типичной фэнтези-героике.— Мир Фантастики, статья "Мир Марии Семёновой. Волкодав"

У Конана и Волкодава просто разная судьба и разные цели. Один карабкается на вершину жизни, другой следует судьбе; один ищет приключений, другой — покоя. Когда делаешь выбор в пользу одного — это выбор между двумя путями. Наверное, можно поспорить с тем, что приспособление лучше традиций, или с тем, что помощь богов лучше независимости от них.

Но наши герои не таковы, чтобы сказать «каждому — своё» и согласиться на ничью. Что ж, киммериец, привыкший побеждать, может записать на свой счёт ещё и звание самого непобедимого варвара в фэнтези. А Волкодав вряд ли расстроится. Венны, как известно, вообще не любят состязаний.— Мир Фантастики, статья "Слон против кита: Конан против Волкодава"

### Рейтинги
Волкодав занимает 8 место в списке 10 самых главных персонажей фэнтези по версии журнала «Мир фантастики».